# Venanz Egger
Venanz Egger (* 8. November 1954) ist ein ehemaliger Schweizer Skilangläufer.

## Werdegang
Egger, der für den SC Plasselb startete und als Forstwirt tätig war, wurde nach mehreren Siegen bei nationalen Juniorenrennen in den Jahren 1971 bis 1973 im Februar 1973 Juniorenmeister von Freiburg im Einzel und mit der Staffel und im folgenden Jahr Schweizer Juniorenmeister über 10 km. Nach guten Ergebnissen in der Saison 1975/76 und einem Sieg bei den nordischen Meisterschaften des Verbandes bernischer Ski-Klubs wurde er für die Olympischen Winterspiele 1976 in Innsbruck nominiert. Dort belegte er den 31. Platz über 50 km. Bei den folgenden Schweizer Meisterschaften lief er auf den fünften Platz über 15 km und auf den vierten Rang über 30 km. Er wurde darauf zum Freiburger Sportler des Jahres 1976 gewählt.  In der folgenden Saison errang er beim Weltcup in Le Brassus den zweiten Platz mit der Staffel und siegte beim Neujahrslauf in Jaun. Bei den Schweizer Meisterschaften 1977 in Einsiedeln kam er auf den sechsten Platz über 15 km und auf den fünften Rang über 50 km. Nach Platz eins über 15 km in Zweisimmen zu Beginn der Saison 1977/78 holte er bei den Schweizer Meisterschaften mit dem zweiten Platz über 50 km und jeweils dem dritten Rang über 15 km und mit der Staffel seine erste Medaillen bei diesen Meisterschaften. Beim Saisonhöhepunkt, den nordischen Skiweltmeisterschaften 1978 in Lahti, belegte er den 45. Platz über 15 km und den 26. Rang über 50 km. Auch zu Beginn der Saison 1978/79 gewann er das 15-km-Rennen in Zweisimmen. Es folgte Platz fünf über 50 km bei den Schweizer Meisterschaften 1979. Ende Januar 1979 wurde er in Silvaplana Schweizer Meister über 15 km und errang im folgenden Monat beim Weltcup in Falun den zweiten Platz mit der Staffel. In der Saison 1979/80 triumphierte er erneut beim Neujahrslauf in Jaun und gewann damit auch die Gesamtwertung der Greyerzer Langlaufwoche. Bei den Schweizer Meisterschaften 1980 in Lenk wurde er Dritter und im folgenden Jahr Zweiter mit der Staffel. Nach der Saison 1980/81 trat er aus der Nationalmannschaft zurück, der er sieben Jahre angehört hatte. Er nahm danach bis 1992 bei nationalen Rennen teil. Dabei wurde er im Jahr 1983 Freiburger Meister im Einzel und mit der Staffel.

## Teilnahmen an Weltmeisterschaften und Olympischen Winterspielen

### Olympische Winterspiele
- 1976 Innsbruck: 35. Platz 15 km

### Nordische Skiweltmeisterschaften
- 1978 Lahti: 26. Platz 50 km, 45. Platz 15 km